# Mourad Benhamida
Mourad Benhamida (ur. 18 stycznia 1986 w Villeurbanne) – francuski piłkarz pochodzenia tunezyjskiego występujący na pozycji obrońcy.

## Kariera
Szkolił się w sekcjach młodzieżowych w Olympique Lyon.
W kwietniu 2006 prezes Olympique Lyon Jean-Michel Aulas poinformował, że Benhamida podpisze roczny profesjonalny kontrakt z klubem.
Od 2007 występował w Montpellier HSC. W Ligue 2 debiutował w meczu z FC Libourne-Saint-Seurin, wygranym 3:1. 17 sierpnia 2007 w wygranym 3:0 spotkaniu z Troyes AC strzelił swojego jedynego gola w ligowej karierze. W latach 2011–2012 grał w zespole AS Lyon Duchère.
Od 2012 do 2013 był zawodnikiem tunezyjskiego Club Africain. Nie wystąpił tam jednak w żadnym meczu. Następnie wrócił do Francji, gdzie do końca kariery grał w niższych klasach rozgrywkowych, reprezentując barwy zespołów Monts d’Or Azergues, FC Vaulx-en-Velin, Vénissieux FC oraz FC Lyon.
W Ligue 2 rozegrał 29 spotkań, zaś w Ligue 1 wystąpił w 3 meczach.